# Krupina
Krupina er en by i det centrale Slovakiet. Byen ligger i regionen Banská Bystrica. Den ligger kun 200 kilometer fra den slovakiske hovedstad Bratislava. Byen har et areal på 88,67 km² og en befolkning på 7.576(2021) indbyggere.

## Eksterne links
- Officiel hjemmeside

- Wikimedia Commons har flere filer relateret til Krupina